# Kraftwerk Hassi R’Mel
Das Kraftwerk Hassi R’Mel bei Hassi R’Mel in der algerischen Provinz Laghouat ist ein Hybridkraftwerk, das ein solarthermisches Kraftwerk mit einem konventionellen Gas-und-Dampf-Kombikraftwerk (GuD-Kraftwerk) vereint. Es verfügt über eine Gesamtleistung von 150 MW, wovon 30 MW durch Solarenergie bereitgestellt werden können, und ist das erste GuD-Solar-Hybridkraftwerk weltweit. Betreiber der im Mai 2011 in Betrieb genommenen Anlage ist das spanische Unternehmen Abengoa.

## Technik
Der solarthermische Anteil der Kraftwerksanlage besteht aus 224 Parabolrinnenkollektoren, die zusammen eine Aperturfläche von 183.860 m² aufweisen. Die Kollektoren stammen von Abengoa und die Absorberrohre von Schott Solar. Die Wärmeenergie wird auf ein Thermoöl übertragen, das im Kollektorfeld von 293 °C auf 393 °C erwärmt wird, damit kann eine elektrische Leistung von 25 MW bereitgestellt werden.
Den konventionellen Kraftwerksteil mit einer Leistung von 130 MW bildet ein Gas-und-Dampf-Kombikraftwerk, bestehend aus zwei SGT-800-Gasturbinen und einer SST-900-Dampfturbine. Alle drei Turbinen wurden von Siemens hergestellt. Die Gasturbinen werden mit Erdgas aus dem Gasfeld Hassi R’Mel befeuert. Die Abwärme der Gasturbinen wird zusammen mit der tagsüber vom Kollektorfeld nutzbar gemachten Solarwärme der Dampfturbine zugeführt. Die Abwärme der Dampfturbine wird über trockengekühlte Luftkondensatoren abgeführt. Auf Englisch wird die im Kraftwerk Hassi R’Mel angewandte Konfiguration als Integrated solar combined-cycle (ISCC) bezeichnet. Drei weitere Kraftwerke dieses Typs mit einer Leistung von 400 MW (davon 70 bzw. 80 MW solar) waren einstmals angekündigt.